# Sale Sharks (féminines)
Ne doit pas être confondu avec Sale Sharks.
Actualités
Les Sale Sharks sont un club féminin professionnel de rugby à XV basé à Sale, dans l'agglomération de Manchester, constituant la section féminine du club du même nom et fondée en 2020. L'équipe joue en première division.

## Histoire
Le 30 janvier 2020, le club des Sharks annonce sa candidature pour une place dans l'édition 2020-2021 de la ligue professionnelle anglaise, la Premier 15s. Le club budgète un million de livres sur trois ans. La candidature est retenue et le 6 avril leur entrée en Premier 15s est officialisée, en compagnie des Exeter Chiefs.
Lors de la Coupe du monde 2021, le club est représenté par onze joueuses au sein de trois sélections nationales.
Au bout des trois saisons, le club a postulé pour une prolongation de trois années au sein du championnat, une candidature d'abord rejetée par la Fédération anglaise qui souhaitait réduire le championnat à huit équipes. La décision provoque une forte controverse, notamment due au fait que Sale est l'unique représentant du rugby à XV dans le nord du pays : en février 2023 la RFU fait marche arrière et prolonge le bail des Sharks (ainsi que de Worcester).
Après une saison 2024-2025 calamiteuse, Rachel Taylor est remplacée par Tom Hudson, qui entrainait Leicester et qui vient en compagnie de Luke Stratford, qui s'occupait de la mêlée également à Leicester. Ils sont rejoints par Charlie Beckett (frère de Sarah Beckett), spécialiste de la défense qui officiait à Loughborough.

## Palmarès

### Titres
Néant

### Bilan par saison
| Saison    | Classement | Compétition                       | Pts | MJ | V | N | D  | PM  | PE  | Diff | B | Phase finale   |
| --------- | ---------- | --------------------------------- | --- | -- | - | - | -- | --- | --- | ---- | - | -------------- |
| 2020-2021 | 9e         | Allianz Premier 15s               | 19  | 18 | 4 | 0 | 14 | 239 | 485 | -244 | 3 | non qualifiées |
| 2021-2022 | 9e         | Allianz Premier 15s               | 14  | 18 | 2 | 0 | 16 | 293 | 599 | -306 | 6 | non qualifiées |
| 2022-2023 | 7e         | Allianz Premier 15s               | 35  | 18 | 7 | 0 | 11 | 389 | 583 | -194 | 7 | non qualifiées |
| 2023-2024 | 8e         | Allianz Premiership Women's Rugby | 13  | 16 | 3 | 0 | 13 | 247 | 624 | -377 | 6 | non qualifiées |
| 2024-2025 | 9e         | Premiership Women's Rugby         | 4   | 16 | 1 | 0 | 15 | 224 | 636 | -412 | 0 | non qualifiées |

## Joueuses notables
- Rachel McLachlan
- Molly Wright
- Sara Tounesi
- Georgie Perris-Redding
- Katana Howard
- Beatrice Rigoni